# Horst Hischer
Horst Hischer (* 3. Januar 1943 in Braunschweig) ist ein deutscher Fachbuchautor und emeritierter Universitätsprofessor für Mathematik und ihre Didaktik an der Universität des Saarlandes.

## Leben
Nach dem Abitur 1962 studierte Hischer an der Technischen Hochschule Braunschweig Mathematik (u. a. bei Rudolf Iglisch und Bernhard Hornfeck), Physik (u. a. bei Günther Cario, Max Kohler und Franz-Rudolf Keßler) und Philosophie (bei Hermann Glockner und Elisabeth Ströker). 1968 folgte das Erste Staatsexamen für das Lehramt an höheren Schulen in Mathematik, Physik und Philosophie, und im selben Jahr legte er die Diplomphysiker-Hauptprüfung an der TU Braunschweig bei Erich Menzel ab. Hischer gehörte 1975 zu den Gründungsmitgliedern der Gesellschaft für Didaktik der Mathematik (GDM). 1976 wurde er an der Naturwissenschaftlichen Fakultät der TU Braunschweig über das Thema Zur Konstruktion von Normalmatrizen bei Hans-Joachim Kowalsky promoviert, und seitdem ist er Mitglied der Deutschen Mathematiker-Vereinigung (DMV). Im Juli 1995 wurde ihm vom Erziehungswissenschaftlichen Fachbereich der TU Braunschweig die Venia Legendi für „Didaktik der Mathematik“  mit dem Grad eines „Dr. phil. habil.“ erteilt. Zum Sommersemester 2000 erhielt Hischer als Nachfolger von Hans Schupp                                    eine Berufung zum Universitätsprofessor an der Universität des Saarlandes auf den Lehrstuhl für Mathematik und ihre Didaktik in der Fachrichtung Mathematik der Fakultät für Mathematik und Informatik. Am 1. April 2007 wurde er emeritiert.
In der Öffentlichkeit bekannt ist Hischer aufgrund der großen Anzahl seiner Fachbücher in den Bereichen Mathematik und Mathematikdidaktik.

## Veröffentlichungen

### Monografien
- Horst Hischer, Harald Scheid: Materialien zum Analysisunterricht. Herder, Freiburg 1982, ISBN 3-451-19086-9.
- Horst Hischer, Harald Scheid: Grundbegriffe der Analysis. Akademischer Verlag, Heidelberg/Berlin/Oxford 1995, ISBN 3-86025-498-7.
- Mathematikunterricht und Neue Medien. Franzbecker, Hildesheim 2002, ISBN 3-88120-353-2.
- Was sind und was sollen Medien, Netze und Vernetzungen? Vernetzung als Medium zur Weltaneignung. Franzbecker, Hildesheim 2010, ISBN 978-3-88120-807-9.
- Grundlegende Begriffe der Mathematik: Entstehung und Entwicklung. Struktur – Funktion – Zahl. 2. Auflage, Springer Spektrum, Wiesbaden 2021, ISBN 978-3-662-62232-2.
- Die drei klassischen Probleme der Mathematik. Historische Befunde und didaktische Aspekte. Franzbecker, Hildesheim 2015, ISBN 978-3-88120-515-3. Zweite, erweiterte Auflage 2018, ISBN 978-3-88120-518-4.
- Mathematik – Medien – Bildung. Medialitätsbewusstsein als Bildungsziel: Theorie und Beispiele. Springer Spektrum, Wiesbaden 2016, ISBN 978-3-658-14166-0, ISBN 978-3-658-14167-7.
- Studien zum Gleichungsbegriff. Franzbecker, Hildesheim 2020, ISBN 978-3-88120-519-1.
- Grundlegende Begriffe der Mathematik: Entstehung und Entwicklung. Struktur – Funktion – Zahl. Springer Spektrum, Heidelberg 2021, ISBN 978-3-662-62232-2. Zweite, durchgesehene und erweiterte Auflage.

### Tagungsbände
- Horst Hischer (Hrsg.): Mathematikunterricht im Umbruch? Franzbecker, Hildesheim 1992, ISBN 3-88120-211-0.
- Horst Hischer (Hrsg.): Wieviel Termumformung braucht der Mensch? Franzbecker, Hildesheim 1993, ISBN 3-88120-221-8.
- Horst Hischer (Hrsg.): Mathematikunterricht und Computer – neue Ziele oder neue Wege zu alten Zielen? Franzbecker, Hildesheim 1994, ISBN 3-88120-252-8.
- Horst Hischer, Michael Weiß (Hrsg.): Rechenfertigkeit und Begriffsbildung. Franzbecker, Hildesheim 1996, ISBN 3-88120-271-4.
- Horst Hischer (Hrsg.): Computer und Geometrie: Neue Chance für den Geometrieunterricht? Franzbecker, Hildesheim 1997, ISBN 3-88120-281-1.
- Horst Hischer (Hrsg.): Geometrie und Computer: Suchen, Entdecken und Anwenden. Franzbecker, Hildesheim 1998, ISBN 3-88120-291-9.
- Horst Hischer (Hrsg.): Modellbildung, Computer und Mathematikunterricht. Franzbecker, Hildesheim 2000, ISBN 3-88120-301-X.